# Alexander Blessin
Alexander Matthias Blessin (* 28. Mai 1973 in Stuttgart-Bad Cannstatt) ist ein deutscher Fußballtrainer und vormaliger -spieler. Er ist seit Sommer 2024 Cheftrainer des Bundesligisten FC St. Pauli.

## Spielerlaufbahn
Blessin begann seine Laufbahn in der Jugend des TSV Georgii-Allianz Stuttgart. Bis 1995 spielte er dort in der Kreisliga und machte mehrfach als Torschützenkönig auf sich aufmerksam. Einer seiner Teamkollegen war zu dieser Zeit David Montero, der später ebenso wie Blessin den Sprung in den Profifußball schaffen sollte. Nach Stationen bei weiteren Amateurvereinen im Raum Stuttgart wechselte Blessin 1997 in die Amateurmannschaft des VfB Stuttgart. Nachdem er in seiner ersten Saison mit den Amateuren den Aufstieg in die Regionalliga feiern konnte, kam der Stürmer in der Spielzeit 1998/99 neben regelmäßigen Einsätzen für die Amateure auch zu sieben Einsätzen in der Bundesliga und einem Einsatz im UEFA-Pokal für die Profis des VfB, blieb dabei allerdings ohne Torerfolg. Anschließend spielte er zwei Jahre für die Stuttgarter Kickers und kam auf 6 Tore in 45 Zweitliga-Spielen. 2001 wechselte er in die türkische Süper Lig, wo er für Antalyaspor allerdings nur ein Ligaspiel bestritt. Von 2002 bis 2010 spielte er dann für verschiedene Vereine vorwiegend in der Regionalliga Süd, in der er es bis zum Ende seiner Karriere auf über 200 Spiele brachte. 2008/09 spielte er noch mal eine Halbserie im Profibereich, als er 16 mal für Jahn Regensburg in der neu gegründeten 3. Liga auflief. Seine letzte Station als Spieler war der SV Bonlanden, mit dem er 2011 in die Oberliga Baden-Württemberg aufstieg, allerdings konnte er den direkten Wiederabstieg in der darauffolgenden Saison 2011/12 nicht verhindern.

## Trainerlaufbahn
Ab 2012 trainierte Blessin, zunächst als Co-Trainer und später als Cheftrainer, die U17 von RB Leipzig. Von 2018 bis 2020 übernahm er die U19 von RB Leipzig als Trainer. Am 7. Juni 2020 unterschrieb er beim belgischen Erstdivisionär KV Ostende seinen ersten Vertrag als Trainer im Seniorenbereich für die Saison 2020/21 und 2021/22 mit der Option der Verlängerung für eine weitere Saison. Blessin gelang es, nachdem Ostende bei Abbruch der vorherigen Saison mit zwei Punkten Vorsprung auf dem vorletzten Platz stand und so nur knapp den Abstieg vermied, den Verein lange Zeit unter den ersten vier Mannschaften zu halten, was zur Teilnahme an den Meister-Play-off berechtigt hätte. Am Ende der Saison stand Ostende auf Platz 5 in der Hauptrunde, was den Verein nur in die Europa-Play-offs führte, in denen er Platz 3 erreichte, was keine Qualifikation für den Europapokal bedeutete. Blessin wurde von Pro League als Trainer des Jahres ausgezeichnet.
Anfang September 2021 verlängerte der Verein den Vertrag von Blessin bis zum Ende der Saison 2023/24. Im Januar 2022 unterschrieb er beim abstiegsbedrohten CFC Genua einen Vertrag bis zum Sommer 2024. Blessin konnte den Abstieg in die Serie B nicht mehr verhindern. In der Saison 2022/23 trennte sich der Verein vorzeitig und noch vor der Winterpause von Blessin. Zuvor hatte es Reibereien zwischen Trainer und Mannschaft gegeben.
Anfang Juli 2023 wurde er vom belgischen Erstligisten Royale Union Saint-Gilloise als neuer Trainer mit einer Vertragslaufzeit von zwei Jahren verpflichtet. Nach einer erfolgreichen Hauptrunde, die Saint-Gilles als Tabellenerster beenden konnte, gewann Blessin im Mai 2024 mit dem belgischen Pokal seinen ersten großen nationalen Titel. In der Meisterschaftsrunde erreichte er mit der Vizemeisterschaft auch die Teilnahme an der Qualifikation zur Champions League 2024/25.
Zur Saison 2024/25 wechselte Blessin in die Bundesliga und übernahm den Aufsteiger FC St. Pauli als Nachfolger von Fabian Hürzeler.

## Erfolge

### Als Spieler
- Meister der Regionalliga Süd und Aufstieg in die 2. Bundesliga: 2002 (Wacker Burghausen)
- Meister der Oberliga Baden-Württemberg und Aufstieg in die Regionalliga Süd: 1998 (VfB Stuttgart Amateure)
- Meister der Verbandsliga Württemberg und Aufstieg in die Oberliga Baden-Württemberg: 2011 (SV Bonlanden)
- Württembergischer Pokalsieger: 1996 (SV Bonlanden)

### Als Trainer
- Belgischer Pokalsieger: 2024 (Royale Union Saint-Gilloise)
- Trainer des Jahres der Division 1A: 2021

## Privatleben
Blessin lebt in Altenriet.